# Jakow Giljarijewitsch Etinger
Jakow Giljarijewitsch Etinger (* 1887 in Minsk; † 2. März 1951 in Moskau) war ein russischer Kardiologe.

## Leben
Jakow Etinger entstammte einer wohlhabenden Familie, sein Vater war Kaufmann. Er konnte in Königsberg und Berlin studieren, wo er zum Dr. med. promoviert wurde. In Deutschland hatte er Kontakt zu Mitgliedern der SPD. Während des Ersten Weltkrieges diente er als Arzt in der russischen Armee, anschließend in der Roten Armee. Von 1918 bis 1920 leitete er ein Krankenhaus. 1922 zog er mit seiner Frau nach Moskau, wo er an der Universität Dozent für Innere Medizin wurde. 1935 wurde er Professor, von 1941 bis 1949 leitete er die pädiatrische Abteilung. Zu dieser Zeit verfasste er etwa 40 wissenschaftliche Arbeiten über Kardiologie und war als Berater für den Kreml tätig.
Neben seiner Tätigkeit als Arzt interessierte sich Etinger für Theater sowie Literatur und war mit zahlreichen Künstlern befreundet. Unterzeichnete Sonette, die Samuil Jakowlewitsch Marschak übersetzt hatte, wurden während der antisemitischen Hysterie gegen ihn verwendet.
Nachdem sein Adoptivsohn Jakow Jakowlewitsch Etinger am 17. Oktober 1950 verhaftet worden war, wurde am 18. November 1950 auch der ältere Etinger angeklagt und inhaftiert. Der stellvertretende Minister für Staatssicherheit Michail Dmitrijewitsch Rjumin versuchte, Informationen über eine angebliche Fehlbehandlung des 1945 verstorbenen Alexander Sergejewitsch Schtscherbakow von ihm zu bekommen, des Leiters des Sowjetischen Informationsbüros. Zudem wurde ihm vorgeworfen, Mitglied im Jüdischen Antifaschistischen Komitee gewesen zu sein und sich wiederholt über staatlichen Antisemitismus in der Sowjetunion beschwert zu haben. Etinger starb während der Untersuchungshaft. Die belastenden pausenlosen Dauerverhöre hatten möglicherweise zu seinem Tod geführt. Etingers Adoptivsohn verwies jedoch später auf die Krankengeschichte seines Adoptivvaters. Die Vorwürfe gegen Etinger und andere jüdische Mediziner spielten eine zentrale Rolle in der antisemitischen Kampagne gegen eine angebliche Ärzteverschwörung im Kreml, die in den Jahren 1952 und 1953 zu 28 Verhaftungen und Gerüchten über eine bevorstehende Deportation der sowjetischen Judenheit nach Sibirien führte.
Etinger und sein Adoptivsohn werden ausführlich in Der Archipel Gulag von Alexander Issajewitsch Solschenizyn beschrieben, jedoch sind zahlreiche Angaben fehlerhaft.